# 군위 지보사 삼층석탑
군위 지보사 삼층석탑(軍威 持寶寺 三層石塔)은 대한민국 대구광역시 군위군 군위읍 지보사에 있는, 고려시대의 삼층석탑이다. 1980년 9월 16일 대한민국의 보물 제682호로 지정되었다.

## 개요
지보사 경내에 자리하고 있는 석탑으로, 2단의 기단(基壇) 위에 3층의 탑신(塔身)을 올린 아담한 모습이다.
기단은 통일신라 후기의 전형적인 구성 수법을 보여주고 있다. 기단의 각 면 모서리와 가운데에 기둥 모양의 조각을 두고, 기둥 사이에는 무늬를 새겼는데, 아래층에는 사자 모양의 동물상을, 위층에는 팔부중상(八部衆像)을 새겨 넣었다. 기단을 이루고 있는 돌들이 모두 높아서 다소 우뚝해 보인다. 기단 윗면에는 연꽃무늬를 새긴 별도의 판돌을 삽입하여 윗돌을 괴도록 하였다. 탑신은 1층 몸돌에 문짝 모양을 새겨두어 부처님을 모시는 방(감실)을 표현하였다. 지붕돌은 별도의 돌을 얹어 구성한 것으로, 밑면에 새겨둔 4단의 받침이 두꺼워 보인다. 꼭대기에는 머리장식으로 노반(露盤)과 복발(覆鉢)만이 남아있다.
전체적으로 많이 깎여나가고 훼손되어 보는 이로 하여금 아쉬움을 느끼게 하지만, 조각 수법이 화려하고 외양이 단정한 고려 전기의 우수한 작품이다.

## 같이 보기
- 지보사

## 참고 문헌
- 군위 지보사 삼층석탑 - 국가유산청 국가유산포털
- 한국저작권위원회 공유마당에 있는 사진